# Algirdas Rauduvė
Algirdas Rauduvė (* 11. August 1952 in Šiauliai) ist ein litauischer Fernschachspieler.

## Leben
Rauduvė lebt in Kaunas und lehrt an der Fakultät für Landeskunde am Kolleg Kaunas. Seit 1980 spielt er Fernschach. Seit 2002 trägt er den Titel Internationaler Meister im Fernschach. Mit der Mannschaft  von ŠK Margiris Kaunas wurde er Sieger der litauischen Fernschachmeisterschaft. 2000–2002 wurde er litauischer Einzelmeister im Fernschach.
Rauduvė ist auch Schachschiedsrichter nationaler Kategorie.
Rauduvė ist verheiratet. Seine Frau ist Ökonomin. Seine Kinder lernen am Gymnasium.